# Фроловка (Приморский край)
Фроло́вка — село в Партизанском районе Приморского края. Входит в Новицкое сельское поселение. Образовано в 1885 году.

## География
Село Фроловка стоит в долине реки Партизанская, до левого берега около 1 км.
Через село проходит автотрасса Находка — Кавалерово.
В 5 км южнее по трассе находится хутор Орёл, в 6 км севернее — хутор Ратное.
Расстояние до районного центра Владимиро-Александровское (на юг, вниз по реке) около 33 км.
На запад от села Фроловка идёт автодорога к сёлам Казанка и Углекаменск Партизанского городского округа.

## Население
| 1898 | 1900 | 1912 | 1915  | 2002  | 2010 |
| ---- | ---- | ---- | ----- | ----- | ---- |
| 266  | ↗323 | ↗520 | ↗1047 | ↗1077 | ↘901 |

## История
В 1938 году начато строительства аэродрома Фроловка. В 1939 году аэродром планировалось ввести в состав действующих. В 1941 году во Фроловке было построено железобетонное бомбоубежище на 50 человек для 3-го запасного авиаполка. В августе—сентябре 1945 года авиация аэродрома принимала участие в боевых действиях на территории Северной Кореи. В это время во Фроловке располагался 34-й бомбардировочный авиационный полк, авиационная эскадрилья, 19-й истребительный авиаполк.

## Транспорт
В селе Фроловка находится узловая станция Владивостокского отделения Дальневосточной железной дороги Лейтенант Гордеев, от неё отходит ветка на Углекаменск. Нет повседневного маршрута